# Geolycosa gosoga
Geolycosa gosoga este o specie de păianjeni din genul Geolycosa, familia Lycosidae. A fost descrisă pentru prima dată de Chamberlin în anul 1925. Conform Catalogue of Life specia Geolycosa gosoga nu are subspecii cunoscute.